# Verbascum davidoffii
Verbascum davidoffii är en flenörtsväxtart som beskrevs av Svante Samuel Murbeck. Verbascum davidoffii ingår i släktet kungsljus, och familjen flenörtsväxter. Inga underarter finns listade i Catalogue of Life.